# اچ‌ام‌اس چتم (۱۷۵۸)
اچ‌ام‌اس چتم (۱۷۵۸) (به انگلیسی: HMS Chatham (1758)) یک کشتی بود که طول آن ۱۴۷ فوت (۴۴٫۸ متر) بود. این کشتی در سال ۱۷۵۸ ساخته شد.